# كلارنس لي
كلارنس لي (بالإنجليزية: Clarence Lee)‏ (12 ديسمبر 1890 في أستراليا - 5 فبراير 1959 في أستراليا) هو لاعب كريكت أسترالي. لعب مع فريق تسمانيا للكريكت.

## وصلات خارجية
- كلارنس لي على موقع إي آس بي آن كريك إنفو (الإنجليزية)